# الإسكندرية للطيران
الإسكندرية للطيران هي شركة طيران مصرية خاصه وقد اسست علئ يد  انس هيثم السيد امين الذي يبلغ١٣ عام، ويقع مقرها الرئيسي في مدينة الإسكندريةأكبر المدن المصرية، وتتخذ من مطار برج العرب الدولي مركزاً لعملياتها بالإضافة إلى مركزها الثاني في مطار القاهرة الدولي، تأسست الشركة في أغسطس 2006، وبدأت عملياتها رسمياً في أبريل 2007، تسّير الإسكندرية للطيران العديد من الرحلات المنتظمة والعارضة إلى العديد من الوجهات في دول الشرق الأوسط والخليج العربي، وتستخدم الشركة طائرتين من طراز بوينغ 737. ومازلت الشركة قائمه بتأجير طائره في السودان مع شركه مارسلاند وتقوم حاليا بالحصول علي الخط المنتظم مره ثانيه والعودة بشكل قوي في السوق المصري

## الوجهات
وجهات الشركة في مايو 2008:
 مصر

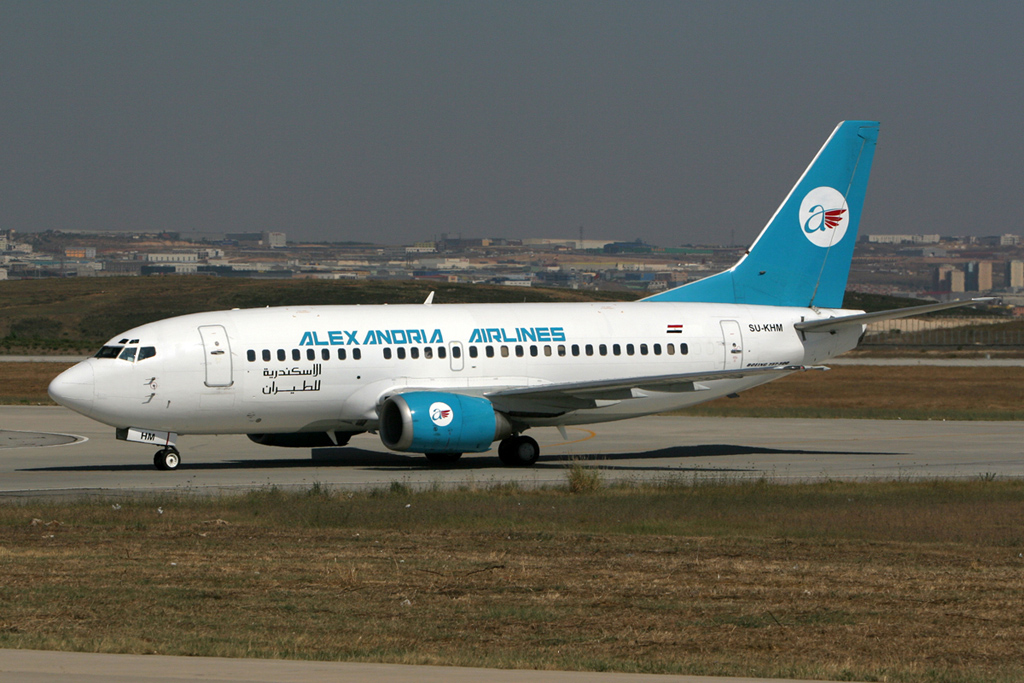
طائرة تابعة للإسكندرية للطيران عام 2007.

- الإسكندرية (مطار برج العرب الدولي) [مركز العمليات]
- القاهرة (مطار القاهرة الدولي).
- الأقصر (مطار الأقصر الدولي).
- أسيوط (مطار أسيوط).

 السعودية
- جدة (مطار الملك عبد العزيز الدولي).

 الأردن
- العقبة (مطار الملك الحسين الدولي).

 الكويت
- مدينة الكويت (مطار الكويت الدولي).

 الإمارات العربية المتحدة
- دبي (مطار دبي الدولي).

## وصلات خارجية
- الموقع الرسمي للشركة (بالإنجليزية)
- تفاصيل أسطول الإسكندرية للطيران (بالإنجليزية)